# Campionati mondiali di tennistavolo 1995
I Campionati mondiali di tennis tavolo 1995 si sono svolti a Tianjin (Cina) dal 1º al 14 Maggio 1995. È stata la 44ª edizione del torneo.

## Risultati

### Squadre
| Definizione    | Oro                                                        | Argento                                                                          | Bronzo                                                                           |
| -------------- | ---------------------------------------------------------- | -------------------------------------------------------------------------------- | -------------------------------------------------------------------------------- |
| Swaythling Cup | Cina Ding Song Kong Linghui Liu Guoliang Ma Wenge Wang Tao | Svezia Mikael Appelgren Peter Karlsson Erik Lindh Jörgen Persson Jan-Ove Waldner | Corea del Sud Chu Kyo-sung Kim Bong-chul Kim Taek-soo Lee Chul-seung Yoo Nam-kyu |
| Corbillon Cup  | Cina Deng Yaping Liu Wei Qiao Hong Qiao Yunping            | Corea del Sud Kim Moo-kyo Park Hae-jung Park Kyung-Ae Ryu Ji-hae                 | Hong Kong Chai Po Wa Chan Tan Lui Tong Wun Wan Shuk Kwan                         |

### Individuale
| Edizione          | Oro                   | Argento                          | Bronzo                           |
| ----------------- | --------------------- | -------------------------------- | -------------------------------- |
| Singolo maschile  | Kong Linghui          | Liu Guoliang                     | Ding Song                        |
| Singolo maschile  | Kong Linghui          | Liu Guoliang                     | Wang Tao                         |
| Singolo femminile | Deng Yaping           | Qiao Hong                        | Liu Wei                          |
| Singolo femminile | Deng Yaping           | Qiao Hong                        | Qiao Yunping                     |
| Doppio maschile   | Lü Lin Wang Tao       | Zoran Primorac Vladimir Samsonov | Lin Zhigang Liu Guoliang         |
| Doppio maschile   | Lü Lin Wang Tao       | Zoran Primorac Vladimir Samsonov | Damien Eloi Jean-Philippe Gatien |
| Doppio femminile  | Deng Yaping Qiao Hong | Liu Wei Qiao Yunping             | Wang Chen Wu Na                  |
| Doppio femminile  | Deng Yaping Qiao Hong | Liu Wei Qiao Yunping             | Csilla Bátorfi Krisztina Tóth    |
| Doppio misto      | Wang Tao Liu Wei      | Kong Linghui Deng Yaping         | Lee Chul-seung Ryu Ji-hae        |
| Doppio misto      | Wang Tao Liu Wei      | Kong Linghui Deng Yaping         | Erik Lindh Marie Svensson        |

## Nei Media
La competizione è raccontata nel film Ping Pong - Il ritorno del 2023 diretto da Deng Chao e Yu Baimei. Storia incentrata nel periodo dal 1992 al 1995 in cui la nazionale cinese perse e riconquistò la leadership mondiale.